# ريشيكيش
ريشيكيش هي مدينة هندية تقع في منطقة دهرادون في ولاية أوتاراخند.تقع المدينة عند جبال الهيمالايا في شمال الهند وتعرف بأنها عاصمة اليوغا في العالم.